# Kapitał intelektualny
Kapitał intelektualny – pojęcie w zarządzaniu definiowane najczęściej jako różnica między wartością rynkową a wartością księgową przedsiębiorstwa. Kapitał intelektualny to wytworzone bogactwo, powstałe z wiedzy zatrudnionych pracowników przedsiębiorstwa, zaangażowanych w stały proces przyrostu jego wartości.

## Definicja
W literaturze brak jest jednej, powszechnie akceptowanej definicji kapitału intelektualnego. Według najczęściej stosowanej definicji kapitał intelektualny to kapitał niematerialny będący różnicą między wartością rynkową a wartością księgową przedsiębiorstwa.

## Składniki kapitału intelektualnego
Wyróżnia się trzy podstawowe składniki kapitału intelektualnego w przedsiębiorstwie:
- Kapitał ludzki (ang. human capital) – ma on największy udział w kapitale intelektualnym. Są to m.in. wykształcenie, kompetencje, postawy, umiejętności i doświadczenie pracowników.
- Kapitał strukturalny (ang. structural capital, organisational capital) – procesy, systemy informatyczne, marki, patenty, licencje, majątkowe prawa autorskie, znaki towarowe, infrastruktura, strategie oraz kultura organizacyjna.
- Kapitał relacyjny (ang. relational capital, customer capital) – relacje z interesariuszami, w tym zwłaszcza z klientami i dostawcami.

## Znaczenie w zarządzaniu
Od strony teoretycznej zainteresowanie kapitałem intelektualnym w naukach organizacji i zarządzania związane jest z uznaniem wiedzy przez zasobową teorię organizacji (ang. resource based view of the firm, RBV) za zasób strategiczny, który może zapewnić przedsiębiorstwu trwałą przewagę konkurencyjną. Znaczenie kapitału intelektualnego wzrosło w ostatnich latach, gdyż wartość przedsiębiorstwa coraz mniej zależy od czynników materialnych.
W wielu przedsiębiorstwach zagadnienia związane z kapitałem intelektualnym nie są jeszcze dobrze znane. Przedsiębiorstwa stają dzisiaj w obliczu nowych wyzwań. Sam produkt, którego cechy można łatwo skopiować, nie odgrywa już takiej roli: przewaga konkurencyjna opiera się teraz na wiedzy. Dlatego też w interesie każdej firmy leży wprowadzenie lub poprawa systemu zarządzania kapitałem intelektualnym.
Niesie to ze sobą wiele korzyści, m.in.:
- usprawnienie systemu przekazywania wiedzy wewnątrz firmy
- zwiększenie szybkości wymiany informacji
- zwiększenie użyteczności wiedzy dostępnej w przedsiębiorstwie
- zwiększenie świadomości i zrozumienia celów firmy

Dzisiejsze przedsiębiorstwo, by móc maksymalizować zyski, wytwarzać na światowym poziomie i konkurować z najlepszymi musi być innowacyjne i efektywne, czyli zdolne do szybkich zmian oraz posiadać zasoby intelektualne trudne do skopiowania. Właśnie wiedza, informacja, zaufanie klientów, normy i wartości pracowników mogą wytworzyć przewagę konkurencyjną, która wpływa na końcowy wynik. Taki rodzaj przewagi jest wprawdzie trudniej osiągnąć, ale skopiowanie go, czy próba wprowadzenia w innej firmie jest także o wiele trudniejsza. Tak więc, wytworzenie przewagi konkurencyjnej, opartej na kapitale intelektualnym, umożliwia firmie zdobycie i utrzymanie wysokiej efektywności w długim okresie.

## Rachunkowość kapitału intelektualnego
Rachunkowość kapitału intelektualnego to nowy dział rachunkowości finansowej związany z rozwojem społeczeństwa postindustrialnego i gospodarki opartej na wiedzy. Za przedmiot tego działu uznaje się ujmowanie, grupowanie, prezentowanie oraz interpretowanie wyrażonych w pieniądzu i bilansujących się ogólnych i szczególnych danych liczbowych o zasobach ekonomicznych wiedzy kontrolowanych przez przedsiębiorstwo, ich tworzeniu i gospodarczym wykorzystaniu. Paradygmatyczną podstawę nowego działu rachunkowości stanowi twierdzenie „aktywa kompetencyjne = kapitał intelektualny”, które jest szczególnym przypadkiem znanego z klasycznej rachunkowości równania „aktywa = pasywa”.